# 土倉麻
土倉 麻（どぐら あさ、1914年6月11日 - 2008年4月20日）は、日本の陸上競技選手。専門は短距離走。1932年ロサンゼルスオリンピックに女子100メートル競走および400メートルリレー走で出場。
同じロサンゼルスオリンピック参加者の田島直人と結婚し、田島姓となった。日本のオリンピック選手同士の結婚の第一号である。

## 来歴

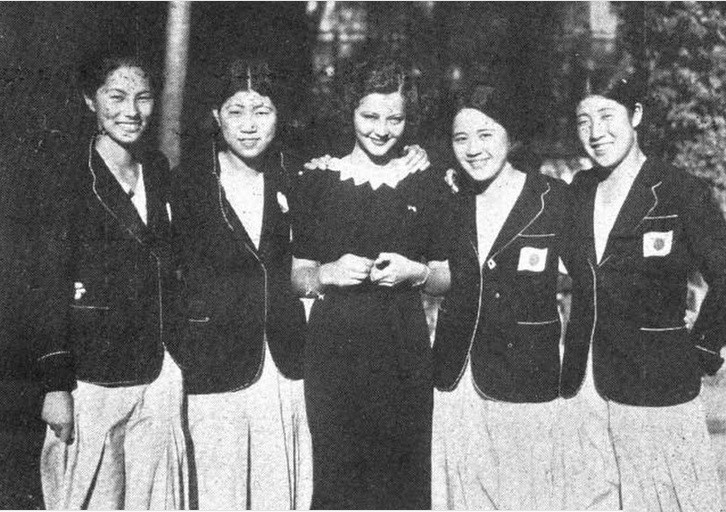
シルヴィア・シドニー（中央）と並んだロサンゼルス五輪日本女子リレーメンバー

京都市出身。祖父は「大和の山林王」と謳われた土倉庄三郎で、庄三郎の長男・鶴松の娘が麻である。
京都府立京都第一高等女学校高等科（現在の京都府立鴨沂高等学校）在学中、1932年ロサンゼルスオリンピックに女子100メートル競走および400メートルリレー走に出場。前者は予選落ちしたが、後者で日本チーム（他に中西みち・村岡美枝・渡辺すみ子）は5位に入賞した。
ロサンゼルスに向かう船上で、走幅跳で出場した田島直人（三井砂川鉱山社員、京都帝国大学OB）と知り合う。田島直人が三段跳で金メダルを獲得した1936年ベルリンオリンピック後に二人は結婚した。
1964年東京オリンピックでは、国立競技場でVIPのアテンド（案内・接待や通訳など）やメダルセレモニーの際のホステス役を務める「コンパニオン」が設けられ、当初は陸上競技関係者に声がかけられた（のちに公募もされる）。麻も娘とともにコンパニオンを務めている。
2008年4月20日16時23分、大腸癌のため鎌倉市の病院で死去。93歳没。

## 備考
- 田中英光の小説「オリンポスの果実」の登場人物“内田”のモデルの一人とされ、戦後の雑誌の記事で「内田のモデルは私だと、よくいわれますが、80米ハードルの中西さんとのミックスだと思います」と証言している[6]。